# Jagodarstvo u Hrvatskoj
Jagodarstvo u Hrvatskoj, grana voćarske proizvodnje u Hrvatskoj. 
U Hrvatskoj jagode (Fragaria x ananassa Duch) stižu na tržište među prvim svježim voćem u proljeće. Premda se tisućljećima konzumira jagoda kao samonikla biljka, na području Hrvatske intenzivna proizvodnja započinje u prvoj polovici 20. stoljeća. Najveća opasnost proizvođačima dolazi od trgovačkih lanaca koje svojim cijenama jagodare dovode na sam rub isplativosti proizvodnje jagode.

## Mjesta proizvodnje
Prema FAOSTAT-u 2014., u Hrvatskoj se jagode službeno proizvode na površini od oko 150 ha. Stvarna površina zasijana jagodama je zacijelo veća i procjene sežu do 300 ha. Proizvodnja hrvatskih jagodara nedovoljna je za potrebe tržišta Republike Hrvatske. Uvjeti za proizvodnju u Hrvatskoj su vrlo pogodni. Klimatski i edafski uvjeti su dobri, voda je dostupna i čiste i tržište je blizu. U Hrvatskoj se jagode najviše uzgaja u okolici Zagreba, u t.zv. "zagrebačkom prstenu". Vrlo su poznate i jagode iz područja Vrgorca i Čukovca. Raste udio neretvanskih jagoda.
Zarada od uzgoja jagoda je dobra, no nije ni laka ni brza. Pozamašna su ulaganja a osobito u prvoj godini. Glede nedostatnosti hrvatske proizvodnje za potrebe svog tržišta, Zagrebačka županija već godinama subvencionira kupnju sadnica jagoda. U Hrvatskoj se na više od 75 % površina uzgaja klasičnom proizvodnjom što daje mali urod. Usporedbe radi, prinos je u Hrvatskoj od 1,8 tona u Primorsko-goranskoj županiji do 12,5 tona u Zadarskoj županiji, dok uzgajivači u Italiji ubiru i 25 tona, a u Španjolskoj i iznad 37 tona po hektaru.Veliki problem je što sezona berbe traje samo 30-45 dana. Sezonu produljuju grijani plastenici i staklenici, no to poskupljuje proizvodnju pa se uzgajivači teže ulaze u takva ulaganja. Najveću teškoću čini što jagoda dolazi na tržište u svibnju, kad je tržište preplavljenom niže kvalitetnom uvoznom jagodom (uvozi se iz Grčke, Italije, Španjolske, Moldavije, Albanije, Turske, Tanzanije i Urugvaja), što ruši otkupnu cijenu. Sretna okolnost po jagodarstvo je što za razliku od većine poljoprivrednih kultura, pogoduje mu i realnost usitnjenih parcela.
Najveći je hrvatski proizvođač 2006. godine bila je tvrtka iz Zagreba Fragaria s jagodnjakom velikim pet hektara, i godišnjim urodom 50-60 tona jagoda. Godišnje za svoje potrebe te kupcima plasira 2,5 milijuna sadnica. Zagreb je s 50 proizvođača na 25 hektara s milijun sadnica najveći proizvođač tog voća. Zagrebačko područje proizvodi 90 posto svih količina ekološki uzgojenih jagoda. Ured subvencionira sadnice i izgradnju sustava za navodnjavanje te tunela za ranu proizvodnju jagoda (50 posto). Proizvođači u Zagrebu su u proizvodnji svježih jagoda dosegnuli strop te se radi suprotstavljanja nelojalnoj konkurenciji velikih trgovačkih lanaca potrebno udružiti u zadrugu.
U vrgorskom kraju prve su jagode zasađene u mjestu Orahu 1970-ih. Postupno su sađene i u inim vrgorskim mjestima. Danas (23. travnja 2020.) prema podatcima Udruge Vrgoračke jagode na ovom je području 1,200.000 – 1,400.000 sadnica jagoda, a urod je, ovisno o godini i vremenskim prilikama, od 600.000 do 800.000 kg. U vrgorskom kraju se proizvodnja intenzivirala zato što u tom podneblju dozrijeva vrlo rano, zahvaljujući vlažnu tlu i blagoj zimi. OPG-ovi na svojim jagodnjacima u tom kraju imaju više od 1.500.000 sadnica, uglavnom talijanskog sortimenta, te da godišnje u prosjeku (stanje lipnja 2016.) uberu 70-80 vagona jagoda što čini 40%-tnu količinu ukupne hrvatske proizvodnje. Za dobrih godina urod je i viši. Zbog prirasta sadnje, 2020. godine očekuje se da će očekivani urod biti oko 500 tona. Grad Vrgorac već dulje vrijeme potiče poljoprivrednike i jagodare, te su 2018. i 2019. financirali 600 tisuća sadnica, a 2020. su poslali javni poziv u suradnji sa splitsko-dalmatinskom županijom. Osim financiranja sadnica, 2020. kreirali su vlastitu oznaku Vrgorac quality.
U zadnje vrijeme raste udio proizvođača jagode iz Neretvanske doline.
Uz vrgorske, u Hrvatskoj su na cijeni i one iz sela jagoda Čukovca pokraj Ludbrega. Premda su u Čukovcu tlo i klima za uzgoj idealni, i što Hrvatska pokriva tek 60% svojih potreba, zbog nelojalne konkurencije iz inozemstva, i što čukovečki jagodari radi nekontaminiranja otrovima proizvode konvencionalno, pa je deset puta urod po hektaru, sve više mladih u Čukovcu odustaje od proizvodnje. Očekuje se pomoć od države i toliko obećavanih fondova EU.
U Brodsko-posavskoj županiji, a i cijeloj Slavoniji, nalazi se najveći jagodnjak. OPG iz Starog Slatnika prve jagode zasadio je prije 12 godina, a sada pod tim voćem imaju 3 hektara, od toga jedan hektar pod plastenicima.
Planira se razviti mrežu Fragarijinih kooperanata, a posebno se zanimaju za područja Gorskog kotara i Like.
Jedini proizvođač divljih jagoda u Hrvatskoj (do lipnja 2020.) je jedan mali OPG u blizini Požege.

## Nove sorte
Uzgoj sorte neutralne dužine dana koja omogućava proizvodnju kroz duži period godine u Hrvatskoj je tek u povojima. Premda takve sorte postoje već desetljećima, ni u svijetu nije mnogo drugačije. Tek su posljednjih godina dobile na važnosti i povećava se površine zasađene njima, po čemu prednjače Sjedinjene Američke Države, inače najveći svjetski proizvođač jagoda. Danas ove sorte u ukupnoj svjetskoj proizvodnji zastupljene su do 10% uz vodilju porasta.
Sorte jagoda neutralnog dana za intenzivnu proizvodnju koje se sade zadnjih godina u Hrvatskoj su Diamante, Albion i San Andreas (razvijene u SAD-u) te Capri (razvijena u Italiji). Ostale koje su pokusno posađene u Hrvatskoj su: Monterey i Portola koje su razvijene u SAD-u te Elsinore i Murano koje su razvijene u Italiji.

## Zaštita robne marke i zemljopisnog podrijetla
Hrvatske jagode su na glasu kao jagode visoke kakvoće. Visok je ugled vrgorskih jagoda, što zloporabljuju preprodavači koji lažno označavaju kao "vrgorske" tržišne ostatke iz zemalja gdje jagode ranije dozrijevaju pa se odatle prije sezone uvoze jagode u Hrvatsku. Razlog je što projekt zaštite zemljopisnog podrijetla vrgorske jagode još uvijek nije realiziran. Zbog toga se je prodavao škart iz Grčke, Italije i Španjolske, gdje su očistili ostatke s polja i cijeno ih prodali, a nakupci dalje preprodali.
Radi zaštite zemljopisnog podrijetla, Udruga vrgoračka jagoda, koju čini 130 OPG-ova inicirala je projekt zaštite zemljopisnog podrijetla. Projektu izrade i specifikacije jagode za globalno tržište privodi se kraju (stanje 5. lipnja 2016.). Projekt su financirali Ministarstvo poljoprivrede i Grad Vrgorac.

## Manifestacije
U Zagrebu se od 2000. godine svake godine na preko 80 lokacija održava tradicionalna prodajna manifestacija Dani zagrebačkih jagoda koju zajednički organiziraju Zagrebačka županija i Grad Zagreb u suradnji s Udrugom proizvođača jagoda Zagrebačke županije “Jagodni prsten” i Udrugom uzgajatelja jagoda grada Zagreba, a na kojoj se prodaju nuditi svježe, domaće jagode. Jagodari iz Zagreba i Zagrebačke županije sve više proizvode iz godine u godinu, jer se potražnja za jagodama povećava uvelike zbog ove manifestacije i promidžbe koju donosi.

## Vanjske poveznice
- Vrgorac kroz slike Grad Vrgorac
- Jagodni prsten